# Vilsalpsee
De Vilsalpsee is een meer in de Allgäuer Alpen bij Tannheim in het Oostenrijkse Tirol. Het is 1,2 kilometer lang en 0,5 kilometer breed en beslaat een oppervlakte van 57,22 hectare. Het meer kent een maximale diepte van dertig meter. De enige afvoerende rivier van het meer is de Vils. Het meer maakt deel uit van een 16 km² groot beschermd natuurgebied.